# Olympische Winterspiele 1948/Teilnehmer (Jugoslawien)
| Gelbes Symbol für Goldmedaillen mit stilisierten Olympischen Ringen | Graues Symbol für Silbermedaillen mit stilisierten Olympischen Ringen | Braundes Symbol für Bronzemedaillen mit stilisierten Olympischen Ringen |
| ------------------------------------------------------------------- | --------------------------------------------------------------------- | ----------------------------------------------------------------------- |
| —                                                                   | —                                                                     | —                                                                       |

Jugoslawien nahm an den V. Olympischen Winterspielen 1948 in St. Moritz mit einer Delegation von 17 Athleten teil.
| Männliche Teilnehmer aus Jugoslawien | Männliche Teilnehmer aus Jugoslawien                  | Männliche Teilnehmer aus Jugoslawien | Männliche Teilnehmer aus Jugoslawien | Männliche Teilnehmer aus Jugoslawien |
| Sportart                             | Sportler                                              | Disziplin                            | Platz                                | Bemerkung                            |
| ------------------------------------ | ----------------------------------------------------- | ------------------------------------ | ------------------------------------ | ------------------------------------ |
| Ski Alpin                            | Joze Bertoncelj                                       | Abfahrt                              | 80                                   |                                      |
| Ski Alpin                            | Joze Bertoncelj                                       | Kombination                          | 51                                   |                                      |
| Ski Alpin                            | Franci Čop                                            | Slalom                               | 35                                   |                                      |
| Ski Alpin                            | Sasa Molnar                                           | Abfahrt                              | dnf                                  |                                      |
| Ski Alpin                            | Sasa Molnar                                           | Slalom                               | 18                                   |                                      |
| Ski Alpin                            | Valentin Mulej                                        | Abfahrt                              | 36                                   |                                      |
| Ski Alpin                            | Valentin Mulej                                        | Slalom                               | 40                                   |                                      |
| Ski Alpin                            | Matevz Lukanc                                         | Abfahrt                              | 69                                   |                                      |
| Ski Alpin                            | Matevz Lukanc                                         | Kombination                          | 37                                   |                                      |
| Ski Alpin                            | Matevz Lukanc                                         | Slalom                               | 27                                   |                                      |
| Ski Alpin                            | Slavko Lukanc                                         | Abfahrt                              | 54                                   |                                      |
| Ski Alpin                            | Slavko Lukanc                                         | Kombination                          | 34                                   |                                      |
| Ski Alpin                            | Ciril Praček                                          | Abfahrt                              | 71                                   |                                      |
| Ski Nordisch                         | Tone Razinger Tone Pogacnik Matevz Kordez Joze Knific | 4 × 10 km Langlauf                   | 9                                    |                                      |
| Ski Nordisch                         | Alojz Klančnik                                        | 18-km-Langlauf                       | 69                                   |                                      |
| Ski Nordisch                         | Karel Klančnik                                        | Spezialsprunglauf                    | 23                                   |                                      |
| Ski Nordisch                         | Joze Knific                                           | 18-km-Langlauf                       | 55                                   |                                      |
| Ski Nordisch                         | Joze Knific                                           | 50-km-Langlauf                       | 14                                   |                                      |
| Ski Nordisch                         | Matevz Kordez                                         | 18-km-Langlauf                       | 53                                   |                                      |
| Ski Nordisch                         | Matevz Kordez                                         | 50-km-Langlauf                       | 16                                   |                                      |
| Ski Nordisch                         | Janko Mežik                                           | Spezialsprunglauf                    | 43                                   |                                      |
| Ski Nordisch                         | Tone Pogacnik                                         | 18-km-Langlauf                       | 56                                   |                                      |
| Ski Nordisch                         | Janez Polda                                           | Spezialsprunglauf                    | 41                                   |                                      |
| Ski Nordisch                         | Franc Pribošek                                        | Spezialsprunglauf                    | 32                                   |                                      |
| Ski Nordisch                         | Tone Razinger                                         | 18-km-Langlauf                       | 51                                   |                                      |
| Ski Nordisch                         | Tone Razinger                                         | Kombination                          | 24                                   |                                      |
| Ski Nordisch                         | Franc Smolej                                          | 50-km-Langlauf                       | 15                                   |                                      |